# Cansahcab
Cansahcab är en ort i Mexiko.   Den ligger i kommunen Cansahcab och delstaten Yucatán, i den östra delen av landet, 1 100 km öster om huvudstaden Mexico City. Cansahcab ligger 10 meter över havet och antalet invånare är 4 582.
Terrängen runt Cansahcab är mycket platt. Runt Cansahcab är det ganska glesbefolkat, med 22 invånare per kvadratkilometer. Närmaste större samhälle är Dzidzantun, 11,9 km nordost om Cansahcab. Trakten runt Cansahcab består till största delen av jordbruksmark.